# Bizzy Bone
Bryon Anthony McCane II, más conocido como Bizzy Bone (Columbus, Ohio; 12 de septiembre de 1976) es miembro del grupo de rap Bone Thugs-N-Harmony. Es de origen italiano. Se casó con Ronessa Crawford en 2001.
Por su capacidad de freestyle, por su fluidez, y su versatilidad a la hora de rimar, Bizzy Bone es considerado un gran icono del rap.[cita requerida]

## Biografía
Su padre es de ascendencia africana y su madre, de origen italiano. A la edad de 5 años, Bryon y sus 2 hermanas fueron secuestrados por su padrastro. Sus dos hermanas eran hijas naturales de su padrastro Bryon. Vivió en muchas casas, apartamentos, carros y moteles y no sabía al principio que había sido secuestrado. Se le dijo que su madre había muerto. En 1983, estaba viviendo en una reserva en Oklahoma, donde su padrastro le había dejado. Un vecino vio su foto en el final de la película hecha para la televisión llamada Adam y llamó a la policía, lo que permitió que lo regresaran a su familia.
A partir desde ese momento, su infancia fue difícil. Su madre se volvió a casar y su padrastro abusó físicamente de él y a su madre. Con el tiempo, su madre se divorció y lo puso a él y a sus hermanas en una casa de adopción hasta que pudo recuperar su vida juntos.
Cuando tenía trece años, fue a vivir con sus hermanas y su padre en Cleveland (Ohio). Durante este período conoció a Layzie Bone, Krayzie Bone, Wish Bone y Flesh-N-Bone. Bizzy Bone empezó en el hip hop como miembro fundador del grupo Bone Thugs-N-Harmony, que se formó en 1993. El grupo fundado en Cleveland fue producido por el miembro del grupo N.W.A., Eazy-E. En 2002, apareció en la serie de FOX America Most Wanted (organizado por John Walsh, el padre de Adam), y reveló su niñez difícil y de abuso sexual. Bryon también escribió e interpretó una canción en el show titulado "AMW" en la que le agradece a Walsh y anima a los niños víctimas de abusos a presentarse.
Los logros del rapero incluyen numerosas colaboraciones con miembros de Bone Thugs-n-Harmony, así como una extensa colección de trabajos en solitario y su propio sello 7th Sign Records.

## Bone Thugs-n-Harmony
En 2000 surgieron rumores sobre la salida de Bizzy Bone del grupo, pero fueron calladas tras el lanzamiento de la canción "Resurrection: Paper, Paper" del álbum BTNHResurrection.
Al final terminó por salir de la agrupación supuestamente por problemas con el alcohol.
Bryon se reunió con el grupo, tras la reconciliación en el 2009, todavía sigue en el grupo, La única baja ahora es Krayzie Bone, que salió por motivos personales, diciendo que quiere dedicarse a la producción musical
Bizzy Bone es considerado un gran icono del rap, por su fluidez, capacidad de freestyle, y su versatilidad. Actualmente está rehabilitado y ha sacado dos álbumes en 2011, esperándose otros dos para este 2012.

## Carrera como solista
Comenzó su carrera en solitario en 1998. Su debut en solitario, Heaven'z Movie, fue aclamado por la crítica y Platino certificado por la RIAA. Aunque la crítica y las ventas fueron buenas, el álbum no estaba terminado y fue apresurado por el propietario de Ruthless Records Tomica Wright. Las canciones que destacan de Heaven'z Movie son Thugz Cry y Nobody Can Stop Me. El álbum no suena del todo al estilo de los Bone Thugs, pero era obvio que Bizzy se sintió libre para explorar su psiocolgia y de poder ir a lugares excéntricos que su grupo no lo haría.
The Gift fue lanzado el 7 de abril de 2001 y alcanzó el puesto # 2 en los Billboard Independent Albums de EE. UU. Muchas de las canciones del álbum se refieren a su vida personal y de su infancia. El álbum dividió a los fanes del grupo, con un poco de ver a su escritura confesional como remachado, mientras que otros se encuentran demasiado indulgente.
En 2004 publicó Alfa and Omega, que mostró un cambio en su contenido musical y lírico. Los aficionados respondieron positivamente al álbum. Siguió con el álbum de edición limitada internet The Beginning and the End con muchos miembros de Sign 7 (sello propio de Bizzy).

## Discografía
- 1998: Heaven'z Movie
- 1999: Hell'z Movie
- 2001: The Gift (album)
- 2003: Bizzy Bone Presents Double R
- 2004: The Beginning and the End (album)
- 2004: Alpha and Omega (album)
- 2005: For the Fans Vol. 1
- 2005: Bone Brothers
- 2005: Speaking in Tongues (Bizzy Bone album)
- 2006: Only One (Bizzy Bone album)
- 2006: Thugs Revenge
- 2006: The Midwest Cowboy
- 2006: The Story (album)
- 2006: Evolution of Elevation
- 2007: Bone Brothers 2
- 2007: The Best of Bizzy Bone
- 2007: Trials & Tribulations
- 2007: Evolution of Elevation The Originals
- 2007: Bone-Ified: Thugs Unification
- 2008: Bone Brothers III
- 2008: Ruthless
- 2008: A Song for You (Bizzy Bone album)
- Cancelado: From Your Righteousness
- 2009: Back With The thugs
- 2009: Thug Pound
- 2010: Back With The thugs vol 2
- 2010: Crossroads
- 2010: The Best Of Bizzy Bone Vol. 2
- 2010: Bone Brothers lV
- 2011: The Greatest Rapper Alive
- 2011: Bone Brothers V
- 2011: Mr Ouija
- 2012: The Bone Collector vol. 2

- Datos: Q550598
- Multimedia: Bizzy Bone / Q550598